# Baião (Portugal)
Baião es un municipio portugués situado en la región del Norte. Según el censo de 2021, tiene una población de 17 534 habitantes.

## Geografía
El municipio tiene una superficie de 174.53 km² y está subdividido en 14 freguesias. La elevación del territorio oscila entre los 50 y los 1416 metros sobre el nivel mar.

## Demografía
| Gráfica de evolución demográfica de Baião entre 1801 y 2021                                      |
|                                                                                                  |
| Datos según el nomenclátor publicado por el Instituto Nacional de Estadística (INE) de Portugal. |

## Freguesias
Las freguesias de Baião son las siguientes:
- Ancede e Ribadouro
- Baião (Santa Leocádia) e Mesquinhata
- Campelo e Ovil
- Frende
- Gestaçô
- Gove
- Grilo
- Loivos da Ribeira e Tresouras
- Loivos do Monte
- Santa Cruz do Douro e São Tomé de Covelas
- Santa Marinha do Zêzere
- Teixeira e Teixeiró
- Valadares
- Viariz